# جون غوريدي
جون غوريدي ألدالور (بالإسبانية: Jon Guridi Aldalur) هو لاعب كرة قدم إسباني في مركز الوسط ولد في يوم 28 فبراير 1995 في بلدة أثبيتيا في إقليم الباسك في إسبانيا. يلعب حالياً مع نادي ريال سوسيداد وسبق له اللعب نادي ميرانديس. يبلغ طوله 179 سم.